# Pick City (Dakota del Norte)
Pick City es una ciudad ubicada en el condado de Mercer en el estado estadounidense de Dakota del Norte. En el censo de 2010 tenía una población de 123 habitantes y una densidad poblacional de 269,83 personas por km².

## Geografía
Pick City se encuentra ubicada en las coordenadas 47°30′42″N 101°27′26″O / 47.51167, -101.45722. Según la Oficina del Censo de los Estados Unidos, Pick City tiene una superficie total de 0.46 km², de la cual 0.46 km² corresponden a tierra firme y (0%) 0 km² es agua.

## Demografía
Según el censo de 2010, había 123 personas residiendo en Pick City. La densidad de población era de 269,83 hab./km². De los 123 habitantes, Pick City estaba compuesto por el 99.19% blancos, el 0% eran afroamericanos, el 0.81% eran amerindios, el 0% eran asiáticos, el 0% eran isleños del Pacífico, el 0% eran de otras razas y el 0% pertenecían a dos o más razas. Del total de la población el 0.81% eran hispanos o latinos de cualquier raza.